# Jacqueline van Rozendaal
Jacqueline Johanna Renee Maria van Rozendaal-van Gerven (Hintham, 20 februari 1964) is een Nederlands boogschutter.
Van Rozendaal schiet met een recurveboog. Ze debuteerde met Anita Smits op de Olympische Spelen van 1988 in Seoel. Ze behaalde in de individuele rondes de 23e plaats.
Met Sjan van Dijck en Christel Verstegen deed ze mee aan de Olympische Spelen van 1992 in Barcelona. Ze eindigde iets hoger in de invididuele rondes, op de 20e plaats. Het team verloor in de achtste finale, na tie-break, van China.
Sinds 1 maart 2017 is van Rozendaal toegevoegd aan de technische staf van de Nederlandse Handboog Bond.  Als hoofdfocus heeft zij de dames recurve. Samen met Olympisch bondscoach Ron van der Hoff zal ze de dames senioren begeleiden in hun route naar de Olympische Spelen in Tokio.